# Haakon VII (Schiff)
Die Haakon VII war ein 1907 in Dienst gestelltes Passagierschiff der norwegischen Reederei Det Nordenfjeldske Dampskibsselskab (NFDS), das zwischen Norwegen und England verkehrte. Am 6. Oktober 1929 sank die Haakon VII südlich von Florø in einem schweren Sturm. 18 der 74 Menschen an Bord kamen dabei ums Leben.

## Das Schiff

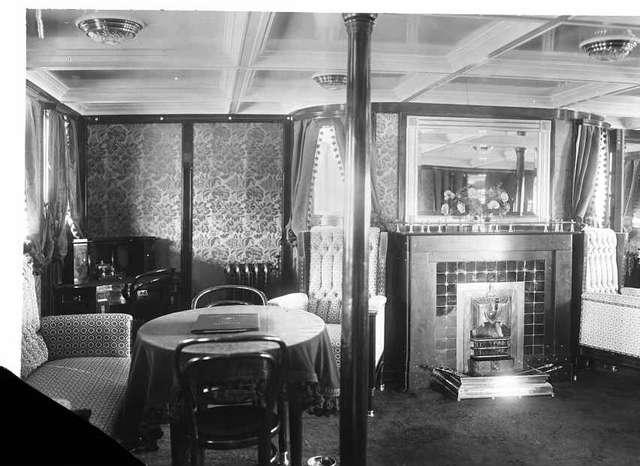
Der Lesesalon der Haakon VII (Foto: Anders Beer Wilse)

Das 1.347 BRT große Dampfschiff Haakon VII wurde auf der Werft Trondheim Mekaniske Verksted (TMV) in Trondheim für die ebenfalls in Trondheim sitzende Det Nordenfjeldske Dampskibsselskab gebaut. Die 1872 gegründete Werft zählte zu den bedeutendsten der Stadt. Der Bau kostete nach damaligem Geldwert 750.000 norwegische Kronen. Der aus Stahl gebaute Schiffsrumpf war 76,3 Meter lang, 10,1 Meter breit und hatte einen maximalen Tiefgang von 6,6 Metern. Das Schiff wurde von einer Dreifachexpansions-Dampfmaschine angetrieben, die auf einen Einzelpropeller lief und eine Geschwindigkeit von 14,5 Knoten ermöglichte.
Die Haakon VII, benannt nach Haakon VII., König von Norwegen von 1905 bis 1957, wurde für den Englanddienst ihrer Reederei verwendet und befuhr die Route von Trondheim über Bergen und Stavanger nach Newcastle. Sie war für die Beförderung von 150 Passagieren auf weitläufigen Fahrten, 532 Passagieren auf Kurzstrecken und 918 Passagieren auf Fahrten in Küstengewässern lizenziert. Bei ihrer Indienststellung 1907 war die Haakon VII eines der größten und schnellsten Schiffe Norwegens. Erst 1925 wurde sie von der Dronning Maud  als größtes Schiff abgelöst. Am 7. Mai 1907 lief sie erstmals in Trondheim nach Oslo aus und am 23. Mai begann ihre erste Überfahrt nach England. 1912 wurde das Promenadendeck von der Ørens Mekaniske Verksted aus Trondheim verlängert.
Nach dem Ausbruch des Ersten Weltkriegs im Sommer 1914 wurde der Englanddienst zunächst eingestellt, aber bald wieder aufgenommen. Am 10. April 1916 wurde die Haakon VII von einem deutschen U-Boot torpediert, aber nicht getroffen. In den Jahren 1917 und 1918 war der Dampfer aufgelegt. Erst nach dem Waffenstillstand im November 1918 wurde die Haakon VII wieder auf die Englandroute gesetzt. Nach dem Ersten Weltkrieg hatte die Det Nordenfjeldske Dampskibsselskab mit wirtschaftlichen Problemen zu kämpfen und musste ihren Reedereibetrieb einschränken. Im Oktober 1921 wurde der Passagierverkehr nach Großbritannien eingestellt und die Haakon VII wurde erneut aufgelegt. In den Jahren 1922 und 1923 wurde das Schiff jeweils in der Sommersaison für weitere Fahrten genutzt.

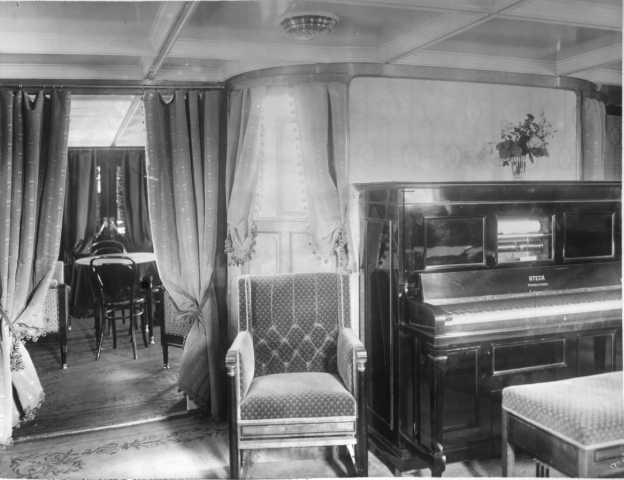
Der Damensalon (Foto: Anders Beer Wilse)

Nach dem Verlust des Dampfers Haakon Jarl, der am 17. Juni 1924 nach einer Schiffskollision im Vestfjord gesunken war, benötigte man Ersatz, sodass die Haakon VII wieder vollständig zum Einsatz kam. Im November 1924 kam sie der Rana zu Hilfe, die vor Sør-Trøndelag auf Grund gelaufen war, und nahm sie ins Schlepptau nach Trondheim. Im März 1925 kollidierte sie mit einem anderen Dampfschiff, das in Molde am Kai lag.

## Untergang
Am Abend des 6. Oktober 1929 befand sich die Haakon VII auf südlichem Kurs von Bergen nach Florø, der westlichsten Stadt Norwegens. An Bord befanden sich 74 Passagiere und Besatzungsmitglieder. Es war eine Nacht mit starkem Regenfall und heftigem Wind aus Süd-Südost. Auf der Brücke befanden sich zu dem Zeitpunkt der Kapitän und zwei Lotsen; trotzdem kam das Schiff bei dem Unwetter vom Kurs ab.
Um 22.30 Uhr kam es bei voller Fahrt an der Küste von Sogn og Fjordane zur Grundberührung. Der Bug des Schiffs drehte sich zum Land hin und die Haakon VII nahm eine schwere Schlagseite nach Steuerbord an. Das Achterschiff lag schnell unter Wasser, während sich das Schiff immer mehr auf die Seite legte. 56 Menschen retteten sich zunächst auf das Vorschiff und verbrachten die Nacht auf einer kleinen Schäre, bis sie am Morgen des 7. Oktober gefunden und nach Florø gebracht wurden.
Neun Passagiere und neun Besatzungsmitglieder kamen beim Untergang der Haakon VII ums Leben. Dem überlebenden Bootsmann Anders Andersen wurde für seine Verdienste bei der Rettung der Passagiere die Medaljen for edel dåd (Auszeichnung für edle/heldenhafte Tat) verliehen. Das Wrack der Haakon VII wurde den Winter über an der Schäre liegen gelassen und am 6. April 1930 mithilfe von Pontons gehoben und nach Bergen geschleppt. Zehn Tage später wurde es zur Bergen Mekaniske Verksted nach Solheimsviken geschleppt und dort inspiziert. Im August 1930 wurde es zum Abbruch an die Stavanger Skibs-Ophugnings Co. AS in Stavanger verkauft und noch im selben Jahr verschrottet.

## Sonstiges
Ein Supertanker des norwegischen Reeders Hilmar Reksten (gebaut 1969, verschrottet 12/1983) trug den Namen Kong Haakon VII.